# Sociedade Geológica de França
A Sociedade Geológica de França (em francês:  Société Géologique de France (SGF) ) é uma associação classificada como entidade de utilidade pública, que tem como finalidade principal, contribuir para o desenvolvimento das ciências da terra e dos planetas, assim como o seu relacionamento com a agricultura, a indústria, a educação e o ambiente.

## História
A Sociedade Geológica de França resultou da união da "Sociedade Geológica de França (Sociedade científica)" com o "Comité Nacional Francês de Geologia" (em francês:  Comité National Français de Géologie (CNFG)) e com a "União Francesa de Geólogos" (em francês:  Union Française des Géologues).
A Sociedade Geológica de França (Sociedade científica) foi fundada em 17 de março de 1830, o Comité Nacional Francês de Geologia em 5 de dezembro de 1967 e a União Francesa de Geólogos em 9 de junho de 1965.

## Presidentes da Sociedade[3]
| - 1830: Ami Boué (fundador) - 1830-31: Louis Cordier - 1832: Alexandre Brongniart - 1833: Augustin-Henri de Bonnard - 1834: Constant Prévost - 1835: Ami Boué - 1836: Léonce Élie de Beaumont - 1837: Armand Dufrénoy - 1838: Louis Cordier - 1839: Constant Prévost - 1840: Alexandre Brongniart - 1841: Antoine Passy - 1842: Louis Cordier - 1843: Alcide d'Orbigny - 1844: Adolphe d'Archiac - 1845: Léonce Élie de Beaumont - 1846: Philippe Édouard Poulletier de Verneuil - 1847: Armand Dufrénoy - 1848: Jean-Louis-Hardouin Michelin - 1849: Adolphe d'Archiac - 1850: Léonce Élie de Beaumont - 1851: Constant Prévost - 1852: Jean-Baptiste d'Omalius d'Halloy - 1853: Philippe Édouard Poulletier de Verneuil - 1854: Adolphe d'Archiac - 1855: Léonce Élie de Beaumont - 1856: Gérard Paul Deshayes - 1857: Augustin-Alexis Damour - 1858: Auguste Viquesnel - 1859: Edmond Hébert - 1860: Levallois - 1861: Charles Sainte-Claire Deville - 1862: Achille Delesse - 1863: Jean-Albert Gaudry - 1864: Gabriel Auguste Daubrée - 1865: Emmanuel-Louis Gruner - 1866: Édouard Lartet - 1867: Philippe Édouard Poulletier de Verneuil - 1868: Marie-François-Eugène Belgrand - 1869: Édouard de Billy - 1870-71: François-Louis-Paul Gervais - 1872: Edmond Hébert | - 1873: de Roys (J.). - 1874: Gustave-Honoré Cotteau - 1875: Jannetaz (Ed.). - 1876: Pellat (Ed.) - 1877: Jacques-Raoul Tournouër - 1878: Jean-Albert Gaudry - 1879: Gabriel Auguste Daubrée - 1880: Albert-Auguste Cochon de Lapparent - 1881: Fischer (P.) - 1882: Joseph-Henri-Ferdinand Douville - 1883: Charles Lory - 1884: Parran (A.). - 1885: François-Ernest Mallard - 1886: Gustave-Honoré Cotteau - 1887: Jean-Albert Gaudry - 1888: Charles Schlumberger - 1889: Edmond Hébert - 1890: Marcel-Alexandre Bertrand - 1891: Charles-Philippe-Ernest Munier - 1892: Auguste Michel-Lévy - 1893: Charles René Zeiller - 1894: Jules-Auguste-Alexandre Gosselet - 1895: Linder (O.). - 1896: Gustave-Frédéric Dollfus - 1897: Charles-Eugène Barrois - 1898: Pierre-Joseph-Jules Bergeron - 1899: Emmanuel de Margerie - 1900: Albert-Auguste Cochon de Lapparent - 1901: Carez (L.). - 1902: Gustave-Émile Haug - 1903: Boule (M.). - 1904: Pierre-Marie Termier - 1905: Pierre-Alphonse Peron - 1906: Alphonse-Barthélemy-Martin Boistel - 1907: Lucien Cayeux - 1908: Joseph-Henri-Ferdinand Douville - 1909: Janet (L.). - 1910: François-Antoine-Alfred Lacroix - 1911: Daniel Œhlert - 1912: Louis-Émile Gentil - 1913: Meunier (S.). - 1914: Thevenin (A.). | - 1915: Cossmann (M.). - 1916: Gustave-Frédéric Dollfus - 1917: Jourdy (E.). - 1918: Léon Bertrand - 1919: Emmanuel de Margerie - 1920: Pierre-Marie Termier - 1921: Zurcher (Ph.). - 1922: François-Antoine-Alfred Lacroix - 1923: Lemoine (P.). - 1924: Delafond (Fr.). - 1925: Mouret (G.). - 1926: Teilhard De Chardin (P.). - 1927: Lambert (J.). - 1928: Joleaud (L.). - 1929: Pierre-Marie Termier - 1930: François-Antoine-Alfred Lacroix - 1931: Jacob (Ch.). - 1932: Lanquine (A.). - 1933: Lutaud (L.). - 1934: Michel-Levy (A.). - 1935: Lucien Cayeux - 1936: Lemoine (P.). - 1937: Blondel (F.). - 1938: Piveteau (J.). - 1939: Raguin (E.). - 1940-41: MorelleT (L.). - 1942: Barrabe (L.). - 1943: Bourcart (J.). - 1944: Lamare (P.). - 1945: Fallot (P.). - 1946: Demay (A.). - 1947: Abrard (R.). - 1948: Pruvost (P.). - 1949: Lecointre (G.). - 1950: Arambourg (C.). - 1951: Goguel (J.). - 1952: Barrabe (L.). - 1953: Jung (J.). - 1954: Bernard Gèze - 1955: Dangeard (L.). - 1956: Cuvillier (J.). - 1957: Friedel (E.). | - 1958: Glangeaud (L.). - 1959: Waterlot (G.). - 1960: Albert-Félix de Lapparent - 1961: Furon (R.). - 1962: Roques (M.). - 1963: Pruvost (P.). - 1964: Routhier (P.). - 1965: Barbier (R.). - 1966: Roubault (M.). - 1967: Marçais (J.). - 1968: Laffitte (R.). - 1969: Ciry (R.). - 1970: Melle Alimen (H.). - 1971: Flandrin (J.). - 1972: Ellenberger (F.). - 1973: Millot (G.). - 1974: Ricour (J.). - 1975: durand delga (M.). - 1976: Aubouin (J.). - 1977: Mattauer (M.). - 1978: LehmaN (J.-P.). - 1979: Rat (P.). - 1980: Perrodon (A.). - 1981: David (L.). - 1982: Pomerol (Ch.). - 1983: Debelmas (J.). - 1984-85: Dercourt (J.). - 1986: Chauve (P.). - 1987-88: Salle (Cl.) - 1989-90: Didier (J.) - 1991: Babin (C.) - 1992: Le Mouël (J.-L.) - 1993-94: Capdevila (R.) - 1995-96: Boillot (G.) - 1997-98: Kornprobst (J.) - 1999-00: Steinberg (M.) - 2001-02: Polvé (m.) - 2003-04: De Wever (P.) - 2005-06: Brun (J.-P.) - 2007-08: Ravenne (C.) - 2009-10: Schaaf (A.) - 2011-14: Cojan (I.) - 2014-... Jean-Jacques Jarrige |

## Prémios atribuídos pela SGF[4]
- Prémio Barbier
- Prémio Barrabe
- Prémio Bertrand
- Prémio Boue
- Prémio Bourcart
- Prémio Fontannes
- Prémio Furon
- Prémio Gaudry
- Prémio Gosselet
- Prémio Lamothe
- Prémio Millot
- Prémio Prestwich
- Prémio Pruvost
- Prémio Roubault
- Prémio Van straelen
- Prémio Viquesnel
- Prémio Wegmann